# Wegkapelle (Rodershausen)

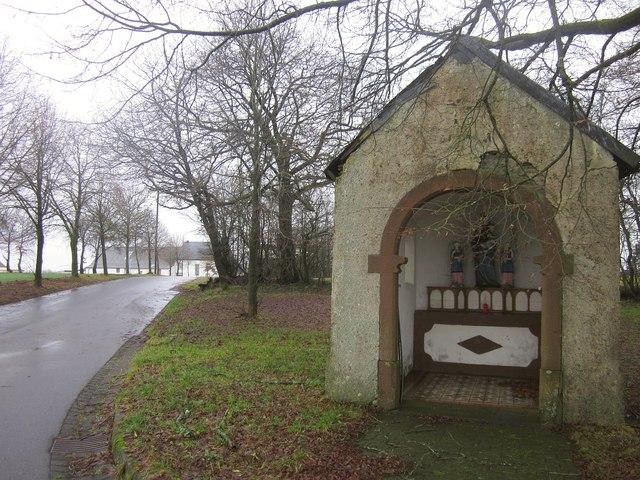
Wegkapelle in Rodershausen

Die Wegkapelle in Rodershausen, einer Ortsgemeinde im Eifelkreis Bitburg-Prüm in Rheinland-Pfalz, wurde 1910 errichtet. Die Wegkapelle an der Kapellenstraße 10 ist ein geschütztes Kulturdenkmal. 
Der Rechteckbau mit Satteldach besitzt einen offenen Rundbogen aus Sandstein. Im Inneren steht auf einem Altar eine Skulptur der Madonna mit Kind mit zwei Assistenzfiguren.